# Nigel Stepney
Nigel Thomas Stepney (Ufton Nervet, 14 novembre 1958 – Ashford, 2 maggio 2014) è stato un meccanico britannico.
Noto per la sua attività in Formula 1, in particolare per i successi in seno a Benetton prima e Ferrari poi tra gli anni 1990 e 2000, tuttavia il suo nome è rimasto legato allo scandalo Spygate (noto anche come Stepneygate) che lo vide coinvolto nel campionato 2007.

## Biografia
Iniziò la sua carriera in Formula 1 nel 1977 alla Shadow. Seguì poi Elio De Angelis alla Lotus, per passare alla Benetton alla fine degli anni 1980. Infine, nella seconda metà degli anni 1990 si trasferì con il pilota Michael Schumacher e gli ingegneri Ross Brawn e Rory Byrne alla Ferrari, dove fu all'inizio capo meccanico e in seguito coordinatore tecnico, ottenendo stima trasversale ed emergendo tra gli uomini-chiave del vittorioso ciclo di Maranello nella prima metà degli anni 2000.
Probabilmente risentito per una mancata promozione, dopo l'addio di Brawn a fine 2006 e il contemporaneo riassetto in seno al team italiano, che lo aveva visto escluso da incarichi di rilievo nonostante la lunga militanza in squadra, nel 2007 Stepney rimase implicato nella vicenda di spionaggio che vide contrapposte Ferrari e McLaren; quest'ultima, per tale motivo, si vede annullare il punteggio ottenuto nel mondiale costruttori di quell'anno. Stepney venne ritenuto colpevole di avere tentato di sabotare le monoposto F2007 di Kimi Räikkönen e Felipe Massa in partenza per il Gran Premio di Monaco, oltre all'avere passato i progetti confidenziali della vettura di Maranello a Mike Coughlan, capo progettista del team di Woking.
Dopo la condanna, nonché una breve interdizione dall'ambiente della Formula 1, nel 2010 Stepney ricominciò a collaborare con la squadra JRM Racing attiva nella categoria LMP1.
Morì il 2 maggio 2014, all'età di 55 anni, a seguito di un incidente stradale nel Kent.